# Alfonso Bermyn

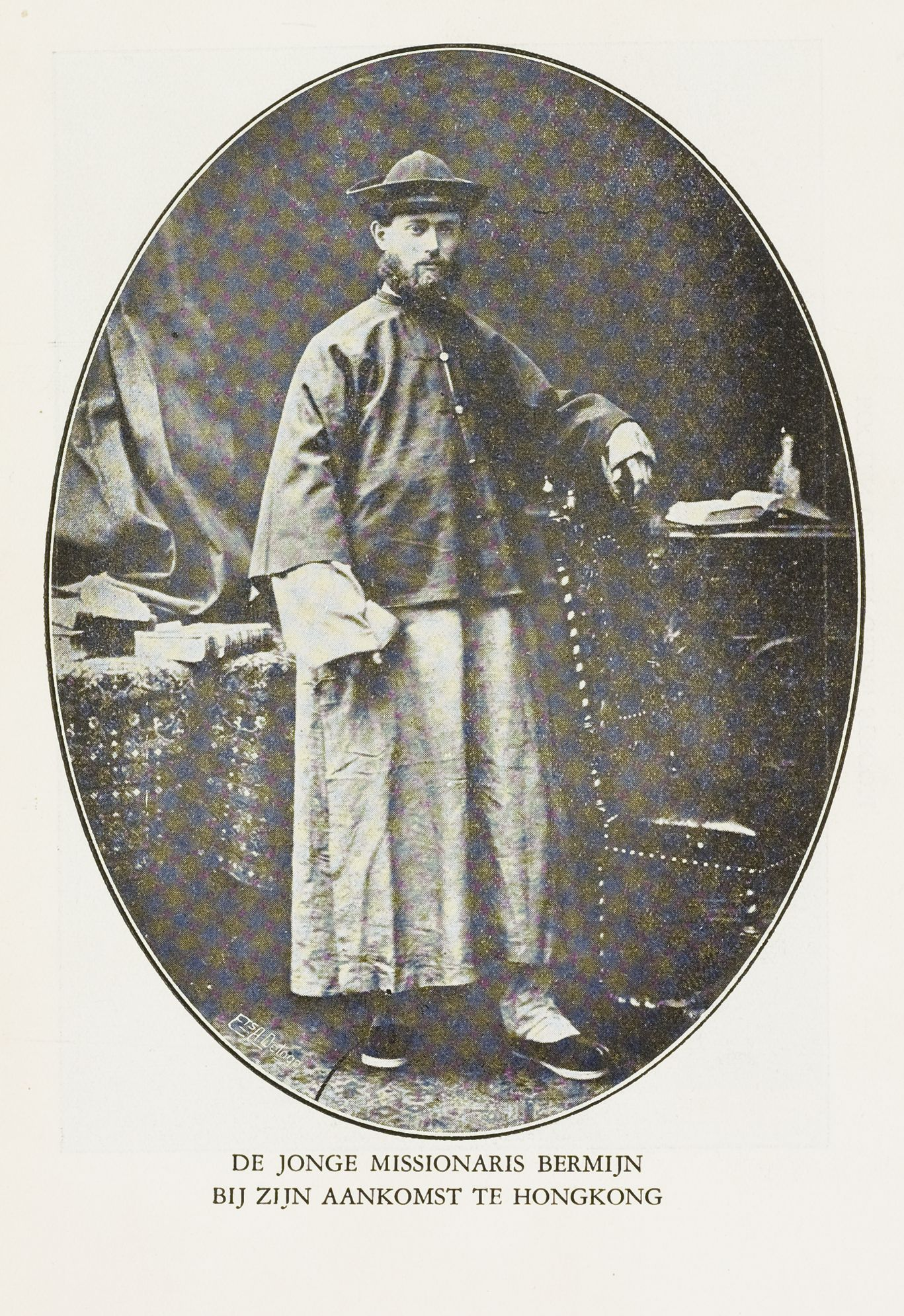
Alfonso Bermyn

Alfonso Bermyn, auch Bermijn, CICM (chinesisch 閔玉清 / 闵玉清, Pinyin Mǐn Yùqīng; * 3. Januar 1853 in St. Paul de Waes, Königreich Belgien; † 16. Februar 1915 in Hohhot, Republik China) war ein belgischer Ordensgeistlicher.
Bermyn wurde am 10. Juni 1876 zum Priester geweiht. Am 4. März 1878 legte er die Profess in der Kongregation vom Unbefleckten Herzen Mariens ab. Im gleichen Jahr ging er in die Mission in die Mongolei. Am 15. April 1901 wurde er zum Titularbischof von Titularbistum Stratonicea in Caria und Apostolischen Vikar der Südwestlichen Mongolei ernannt. Er war somit Nachfolger von Ferdinand Hamer, der als Märtyrer während des Boxeraufstandes starb. Jules Bruguière CM, Apostolischer Vikar von Südwest Chi-Li, weihte ihn am 26. Januar 1902 in Peking zum Bischof. Mitkonsekratoren waren Stanislas-François Jarlin CM, Koadjutor-Apostolischer Vikar von Nord Chi-Li, und Marie-Félix Choulet MEP, Apostolischer Vikar von Süd Manchuria.